# Balatonhenye
Balatonhenye község Veszprém vármegyében, a Tapolcai járásban. 

## Fekvése

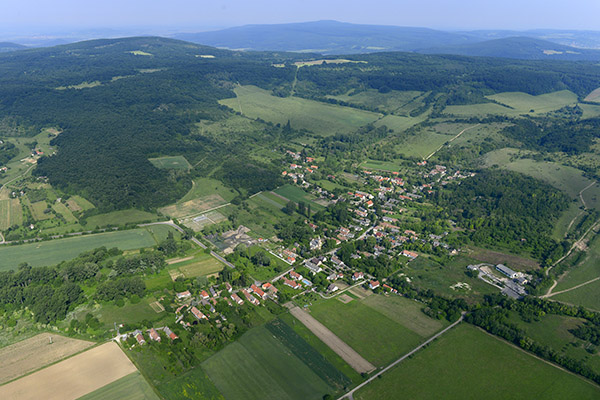
Balatonhenye látképe a magasból

A Henyei-hegy keleti lábánál, a Balaton északi partjától  8 kilométerre fekszik. Délről Köveskál, nyugatról Monostorapáti, északról Kapolcs, délkeletről Monoszló határolja. Csak közúton közelíthető meg, a Balaton felől a 71-es főútról Révfülöpnél vagy Zánkánál letérve Köveskálon át, ahonnan a 7313-as útból kiágazó 73 126-os út vezet a faluba.
Balatonhenye természetföldrajzilag a Balaton-felvidék e szakaszára jellemző, a tóparti hegysor mögött megbújó medencék egyikében fekszik, a mindössze két község területét magában foglaló Monoszlói-medencében. Ez a terület a Balaton-felvidék egyik legrejtettebb völgye, áthaladó útja nincs, s még a két itt lévő zsákfalu, Monoszló és Balatonhenye között sincs közúti összeköttetés.
A falu fölött a Kapolcs felé vezető sárga jelzést követő turista az egykori kolostor helye melletti kilátóhelyről láthatja a Káli-medencét, a Balatont és a Hegyestű bazaltorgonáit, majd továbbhaladva a Balaton-felvidék még érintetlen erdeiben és mezőin találja magát. 
A település határában ered, és főutcáján végigfolyik az  Ábrahámhegynél a Balatonba torkolló Burnót-patak.

## Története
Balatonhenye Szent István magyar király korától az 1950-es megyerendezésig Zala vármegyéhez tartozott.
Nevének első írásos említése 1181-ből maradt fenn, Henney alakban.  A területén feltárt régészeti leletek tanúsága szerint már az ókori rómaiak idejében lakott hely volt. A 19. század végén előbb egy római temetőt tártak fel, majd az egyik lakos telkén újabb hasonló leletekre bukkantak, egy nő sírjára, római feliratos sírkőre, valamint egy Ámort ábrázoló kőszobortöredékre.
1365-ből származó feljegyzések szerint a falu mai határától északra egykor egy  Árpád-házi Szent Margit tiszteletére emelt Árpád-kori pálos kolostor állt. Az egykori kolostor környékét ma Margit-kertnek hívják.
Fennmaradt oklevelek szerint a falu lakosai 1262-ben a veszprémi vár nemes jobbágyai voltak. Később a falu egyik része a veszprémi várhoz, a másik pedig a Szent Mauríciusz Monostorhoz tartozott. Utóbbi 1489-ben és 1542-ben is birtokolt itteni területeket. Ekkoriban két részét különböztették meg a településnek, Alsó- és Felsőhenyét. 
A törökök legalább kétszer, 1548-ban és 1572-ben pusztítottak a településen, amely később is támadásoknak lehetett kitéve, mert 1610-ben és 1611-ben is lakatlan faluként említik az írások.
A későbbi századokban a következőképpen alakult a község lakosainak száma: 1828-ban 623, 1851-ben 742, 1890-ben 688, 1910-ben 643, 1930-ban 617, 1949-ben 580. Ekkortól rohamos fogyásnak indult, és  az 1990-es években már 200 alá csökkent a lélekszám. 1910-ben egy kivételével az összes lakosa magyar volt, vallás szerint 293-an a református, 282-en a római katolikus, 63-an pedig az evangélikus felekezethez tartoztak. A lakóházak száma 1939-ben 143, 1968-ban 132 volt.
Balaton- előnevét azért kapta, mert Zala vármegyében – amelyhez 1950-ig tartozott –  Ördöghenye és Petőhenye nevű községek is voltak. 1848 előtt kisnemesi jellegű község volt, jobbágycsalád csak nyolc élt a településen. Ennek oka, hogy a hegyes-völgyes domborzat miatt nagybirtok nem tudott kialakulni. Az 1870-1880-as években Kerkapoly Károly pénzügyminiszternek volt itt egy 30 hold területű gyümölcsfaiskolája és kertészete. Teleki János kertész több jófajta gyümölcsöt termesztett, amelyeknek nevet is adott.

## Közélete

### Polgármesterei
- 1990–1994:
- 1994–1998: Szalai József (független)[11]
- 1998–2002: Szalai József (független)[12]
- 2002–2006: Szalai József (független)[13]
- 2006–2010: Ifj. Szalai István (független)[14]
- 2010–2013: Szalai István (független)[15]
- 2013–2014: Kovács Csaba Károly (független)[16][17]
- 2014–2019: Kovács Csaba Károly (független)[18]
- 2019–2024: Kulin Miklós György (független)[19]
- 2024– : Szász Attila (független)[1]

A településen 2013. június 23-án időközi polgármester-választást tartottak az előző polgármester lemondása miatt.

## Népesség
A település népességének változása:
| Lakosok száma | 113  | 119  | 130  | 128  | 138  | 111  | 127  | 125  |
|               | 2013 | 2014 | 2015 | 2017 | 2021 | 2022 | 2023 | 2024 |

A 2011-es népszámlálás idején a lakosok 99,1%-a magyarnak, 1,9% németnek, 0,9% cigánynak mondta magát (0,9% nem nyilatkozott; a kettős identitások miatt a végösszeg nagyobb lehet 100%-nál). A vallási megoszlás a következő volt: római katolikus 58,3%, református 13%, görögkatolikus 0,9%, felekezeten kívüli 20,4% (7,4% nem nyilatkozott).
2022-ben a lakosság 93,7%-a vallotta magát magyarnak, 0,9% horvátnak, 0,9% lengyelnek, 4,5% egyéb, nem hazai nemzetiségűnek (6,3% nem nyilatkozott; a kettős identitások miatt a végösszeg nagyobb lehet 100%-nál). Vallásuk szerint 61,3% volt római katolikus, 11,7% református, 0,9% evangélikus, 9,9% felekezeten kívüli (16,2% nem válaszolt).

## Nevezetességei
- Református templomát 1911-12-ben építették olasz kőművesek[22] a középkori Alsóhenye templomának alapjaira neogótikus stílusban.[23] Két harangja van, a nagyobbikat 1912-ben, a kisebbiket 1926-ban kapta, mindkettő Seltenhofer Frigyes soproni műhelyéből való.[24] Istentiszteleteket ma már nem tartanak benne, állapota leromlott, felújításra szorul.[25]
- Római katolikus temploma a 18. században épült.[5]
- A volt református parókiának a református templom mellett álló épülete a 18. században épült barokk stílusban.[5] A 20. század elején ez az épület kapott a faluban először modern mászókéményt a régi szabad kémény helyére. Az újítást később egyre több háztulajdonos követte a településen.[26]
- A falu egykori református iskolája 1933-ban épült, Győző Molnár Sáráról nevezték el.[27] Ma imaházként használják a falu református hívei.[5]
- A Kenessey-házat (Kossuth u. 125.) Darnay Mózes jómódú nemes építtette 1844-ben, majd veje, Kenessey Károly örökölte. Oszlopos tornácának árkádsora három ívből áll. Eredeti nádteteje a 19. században leégett, de újranádaztatták, és csak az 1960-as években kapott cserépborítást. 1937-ben vizesedés miatt a két régi kemencét elbontották, az új fölé pedig zárt mászókéményt készítettek a tetőtér padlásításával egy időben, a padláson azonban az eredeti szabad kémény nyílása megmaradt, azon át távozott a füst a szabadba. Az 1940-es évek elején a szoba fűtése is korszerűbb lett, ekkor került az addigi kívül fűtős cserépkályha helyére belül fűtős csempés kályha, Patonai Árpád tapolcai kályhásmester munkája.[26]
- Az Ágoston-ház (Kossuth u. 91.) egykor Ágoston Dezső tulajdona volt. Oszlopos tornácának árkádsorát három ív alkotja. Két régi cserépkályháját 1932-ben, illetve 1976-ban elbontották.[26]
- A Balogh-kúria (Kossuth u. 45.) Balogh Dezső jómódú nemesé volt egykor, s 1856-ban épült a homlokzatán látható évszám szerint. Kosáríves árkádsora hat ívből áll.

- Római katolikus templom
- Iskolaépület
- Kenessey-ház
- Ágoston-ház
- Balogh-kúria